# Fugenblech

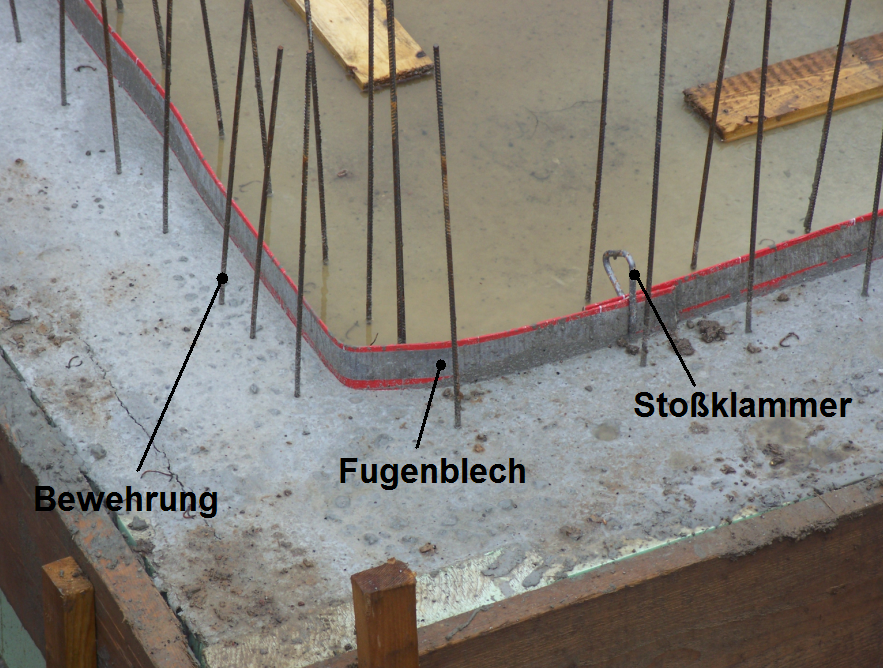
Bodenplatte mit Bewehrung, Fugenblech (hier ein beschichtetes Fugenblech) und einer Stoßklammer

Das Fugenblech ist ein Blechstreifen, der im Betonbau verwendet wird, um zwei durch eine Arbeitsfuge getrennte Bauteile aus WU-Beton wasserdicht miteinander zu verbinden.
Die Anwendung von Fugenblechen ist in der WU-Richtlinie des DAfStb geregelt, Abmessungen für Fugenbleche sind in der Bauregelliste A Teil 1 beschrieben. So sind gemäß WU-Richtlinie nur Fugenbleche aus fettfreien und unbeschichteten Blechen einzusetzen. Für beschichtete Fugenbleche ist immer ein Verwendbarkeitsnachweis in Form eines „abP“ (allgemein bauaufsichtliches Prüfzeugnis) erforderlich.
Beim Bau einer weißen Wanne wird das Fugenblech so auf der Bewehrung der Bodenplatte angebracht, dass ein Teil des Bleches aus der zuerst gegossenen Bodenplatte herausragt und beim späteren Gießen der aufgehenden Wände in diese eingegossen wird. Für andere Bauteilverbindungen (zum Beispiel Wand-Wand) haben die Bleche andere an den Verwendungszweck angepasste Formen. Je nach Anforderung gibt es außer dem einfachen verzinkten Fugenblech auch beschichtete Varianten. Die Stoßstellen zwischen zwei Fugenblechen werden verschweißt oder mit einer Klammer zusammengehalten, damit der Zwischenraum beim Betonieren nicht auseinanderklafft und undicht wird.
Die Verbindung mit einem Fugenblech ist nicht elastisch – für wasserdichte Dehnfugen zwischen Betonbauteilen wird daher ein Dehnfugenband (Elastomer- oder Tricomer-Fugendichtbänder) verwendet bzw. eine gummi-armierte Dehnfuge eingeplant.